# Independencia efímera
É conhecido como independencia efímera o período na história da República Dominicana que decorre entre a proclamação do Estado Independente do Haiti Espanhol em 1 de dezembro de 1821 e sua anexação ao Haiti em 9 de fevereiro de 1822, devido à ocupação pelo exército haitiano conduzida por Jean Pierre Boyer. A designação "efímera" se deve justamente ao curto período de tempo durante o qual se manteve a independência: apenas dois meses e oito dias.
Foi proclamado por um setor da pequena burguesia urbana, liderado pelo político e acadêmico José Núñez de Cáceres, que acreditava na anexação ao Grã-Colômbia de Simón Bolívar.